# Rodio de Valle Delgado
Rodio de Valle Delgado ist ein Dorf im Nordwesten Argentiniens. Es gehört zum Departamento Iruya in der Provinz Salta und liegt etwa 3 km nordöstlich von Chiyayoc und 5 km südlich von Rodeo Colorado.
Der Ort besteht aus etwa 20 Häusern. Das Dorf hat eine Kirche und eine Schule namens Yapeyú, cuna del General San Martín (etwa: „Yapeyú, Wiege des Generals San Martín“) mit etwa 70 Schülern.
Rodio de Valle Delgado ist von Chiyayoc und Rodeo Colorado aus über Fußwege erreichbar. Das Telefonieren mit Mobiltelefonen ist nicht möglich.